# Aburaage
Aburaage (油揚げ friturestegt) er en form for japansk mad baseret på sojabønner, hvor der normalt frituresteges tofu i tynde skiver.
Det benyttes i udon-nuddelretter (også kaldet kitsune-udon efter kitsune, ræv – ifølge japanske legender kan ræve lide friturestegt tofu) og som fyld til inarizushi (稲荷寿司). Desuden er fyld med natto vellidt. Derudover findes der også andre former for friturestegt tofu, der er kendt som atsuage (厚揚げ tykt friturestegt) og namaage (生揚げ råt friturestegt).